# 上杉憲定
上杉 憲定（うえすぎ のりさだ）は、室町時代前期の守護大名。関東管領、上野国・伊豆国守護。山内上杉家6代当主。

## 略歴
天授元年/永和元年（1375年）、上杉憲方の子として誕生した。
応永元年（1394年）、父の死により家督を継ぐ。応永6年（1399年）、応永の乱が勃発、大内義弘に呼応しようとした3代鎌倉公方・足利満兼を押し止める一方、今川泰範と共に泰範の叔父・了俊の助命嘆願をしている。
応永12年（1405年）、関東管領となって満兼とその子・持氏を補佐した。憲定は満兼時代から既に破綻をきたしていた室町幕府との関係改善に努めたが、応永17年（1410年）に持氏の叔父・満隆の謀反騒動が起こり、翌応永18年（1411年）に管領職を上杉氏憲（禅秀）に譲っている。この騒動は反憲定派が満隆と結びついたためとされている。
応永19年（1413年）、死去。享年38。跡を長男の憲基が継いだ。